# ハゼドン
『ハゼドン』は、1972年（昭和47年）10月5日から1973年（昭和48年）3月29日までフジテレビ系で全26回（総話数52話）が放送されたテレビアニメ。サンライズスタジオの第一号作品。または、同作の主人公であるハゼの男の子の名称。

## ストーリー
決してカッコイイとはいえないハゼの子であるハゼドン（小学3年生の男の子という設定）は、母が死に際に言い残した「世界一強い魚になって、南の国へ行くんだよ」との約束を果たすため、人魚のシーランとフグのプーヤンと一緒に冒険の旅に出る。
形見の貝殻のペンダントは、ハゼドンが世界一強い魚になったときに開くことになっているが、中にどんな秘密が隠されているかは誰も知らない。
ハゼドンは擬人化されており、尾びれで歩く描写がある。その一方で他の魚が泳ぐ描写もある。海の中が舞台ではあるが、川が流れている場面もみられる。

## キャスト
- ハゼドン - 大山のぶ代
- シーラン - 武藤礼子
- プーヤン - 肝付兼太
- ター坊 - 小原乃梨子
- イッチン - 貴家堂子
- カリ子 - 友近恵子
- タミイ - 桂玲子
- タコ六 - 矢田稔
- イカ亭 - 嶋俊介
- イカ亭の妻 - 鈴木れい子
- ハゼドンの母 - 高村章子
- アンコラゴン - 雨森雅司
- サメギルス - 加茂嘉久、矢田耕司（ソノシート版ボイスドラマ）
- トビッチョ - はせさん治
- スズキントキ - 富田耕生
- ムツゴロー - 滝口順平

## スタッフ
- 企画・原作：ビデオ・クリエイト
- 原案：矢倉沢始
- 原画：河島治之
- コーディネーター：篠原通男
- チーフ・ディレクター：崎枕（第1 - 10回） → 池野文雄（第11 - 最終回）
- 設定担当：丸山正雄
- 音楽：筒井広志
- キャラクターデザイン：岡田敏靖
- 作画監督：宇田川一彦
- 美術監督：半藤克美
- 撮影監督：高橋澄夫、北川嵩
- 音響監督：佐藤敏夫
- 制作担当：岸本吉功、広岡修
- 原画：富永貞義、金沢比呂司 他
- 背景：スタジオユニ
- 編集：鶴渕友彰
- 演出助手：徳丸正夫
- 制作協力：サンライズスタジオ、和光プロダクション
- 制作：創映社、フジテレビ

## 主題歌
「ぼくはハゼドン」
作詞 - ほしのたかし / 作曲 - 小林亜星 / 編曲 - 筒井広志 / 歌 - 水森亜土
「ハゼドン音頭」
作詞 - 矢倉沢始 / 作曲 - 小林亜星 / 編曲 - 筒井広志 / 歌 - 和泉常寛、コロムビアゆりかご会
OP、EDの変更
OP、ED共に「ぼくはハゼドン」→OP「ぼくはハゼドン」、ED「ハゼドン音頭」→OP、ED共に「ハゼドン音頭」→OP「ハゼドン音頭」、ED「ぼくはハゼドン」

## 各話リスト
| 放送日         | 回 | 話数    | サブタイトル                    | 脚本             | コンテ              |
| -------------- | -- | ------- | ------------------------------- | ---------------- | ------------------- |
| 1972年 10月5日 | 1  | 1       | ハゼドンがやってきた            | 山崎晴哉         | 崎枕                |
| 1972年 10月5日 | 1  | 2       | 強いぞ世界一                    | 鈴木よしたけ     | 出﨑哲              |
| 10月12日       | 2  | 3       | 夢見るシーラン                  | まつしまとしあき | 池野文雄            |
| 10月12日       | 2  | 4       | タミイちゃんの幸せ              | 鈴木よしたけ     | 森下圭介            |
| 10月19日       | 3  | 5       | てんやわんやの美人コンテスト    | まつしまとしあき | 奏泉寺博            |
| 10月19日       | 3  | 6       | カニの床屋は大騒ぎ              | 九十英夫         | 樋口雅一            |
| 10月26日       | 4  | 7       | イワシのコソドロさん            | まつしまとしあき | 井草勲              |
| 10月26日       | 4  | 8       | みんなのデッカイ贈り物          | 九十英夫         | 田無渉              |
| 11月2日        | 5  | 9       | たたかえハゼドン!               | まつしまとしあき | 池野丈雄            |
| 11月2日        | 5  | 10      | ムツゴローのプロポーズ          | 濠喜人           | 富野喜幸            |
| 11月9日        | 6  | 11      | 初恋バンザイ!                   | 鈴木よしたけ     | 池野文雄            |
| 11月9日        | 6  | 12      | ああ、まぶたのおっかさん        | 九十英夫         | 前田あきら          |
| 11月16日       | 7  | 13      | 黒い花をさがせ!                 | 九十英夫         | 池野文雄            |
| 11月16日       | 7  | 14      | シーランのファションショー      | 山崎晴哉         | 秦泉寺博            |
| 11月23日       | 8  | 15      | ひびけかたみの横笛              | 山崎晴哉         | 池野文雄            |
| 11月23日       | 8  | 16      | 怪盗サバランコ                  | 九十英夫         | 前田あきら          |
| 11月30日       | 9  | 17      | ああ! はるかなる西部            | 鈴木よしたけ     | 井草薫              |
| 11月30日       | 9  | 18      | でたらめ天才画家                | 山崎晴哉         | 秦泉寺博            |
| 12月7日        | 10 | 19      | がらくたアンゴラコン            | 山崎晴哉         | 富野喜幸            |
| 12月7日        | 10 | 20      | ジンベイさんはアッカンベー      | 柴山達雄         | 相模勲              |
| 12月14日       | 11 | 21      | いらっしゃいませオバケくん      | 濠喜人           | 井草勲              |
| 12月14日       | 11 | 22      | サーカス坊や今日は!             | まつしまとしあき | 井草勲              |
| 12月21日       | 12 | 23      | クジラゴンはどっこいしょ        | 多地暎一         | 樋口雅一            |
| 12月21日       | 12 | 24      | もてもてペンダント              | 松元力           | 布川郁司            |
| 12月28日       | 13 | 25      | ゆかいな大追跡                  | まつしまとしあき | 秦泉寺博            |
| 12月28日       | 13 | 26      | 進め! ビックリバス              | 秋山正           | 相模勲              |
| 1973年 1月4日  | 14 | 27      | お年玉は初夢                    | 山崎晴哉         | 富野喜幸            |
| 1973年 1月4日  | 14 | 28      | おやおやジャンボハゼドン        | 秋山正           | 前田あきら          |
| 1月11日        | 15 | 29      | あっぱれハゼドン捕物帖          | 松元力           | 勝田累              |
| 1月11日        | 15 | 30      | ちゃっかり花嫁さん              | 鈴木よしたけ     | 富野喜幸            |
| 1月18日        | 16 | 31      | ハゼドンは大スター              | 星山博之         | 前田あきら          |
| 1月18日        | 16 | 32      | 謎の巡礼おばあさん              | 松元力           | 池野文雄            |
| 1月25日        | 17 | 33      | 男ハゼドンはつらいよ            | 松元力           | 勝田累              |
| 1月25日        | 17 | 34      | 友情だよ! ハゼドン              | 馬嶋満           | 秦泉寺博            |
| 2月1日         | 18 | 35      | あばれら坊追放大作戦            | 秋山正           | 沢村研二郎          |
| 2月1日         | 18 | 36      | アンコラゴンは大社長            | 鈴木よしたけ     | 相模勲              |
| 2月8日         | 19 | 37      | 燃えるハゼドン世界一            | 松元力           | 樋口雅一            |
| 2月8日         | 19 | 38      | キャプテントットの宝            | 山崎晴哉         | 勝田累              |
| 2月15日        | 20 | 39      | ライバルはホウボウ二世          | 山崎晴哉         | 前田あきら          |
| 2月15日        | 20 | 40      | 結婚はこわいな                  | 秋山正           | 秦泉寺博            |
| 2月22日        | 21 | 41      | ハゼドンは世界一のパパ          | 鈴木よしたけ     | 樋口雅一            |
| 2月22日        | 21 | 42      | スズキントキをやっつけろ!       | 山崎晴哉         | 勝田累              |
| 3月1日         | 22 | 43      | さらば! ポカの町                | 田原伸二         | 沢村研二郎          |
| 3月1日         | 22 | 44      | ホタルイカの天使                | 鈴木よしたけ     | 富野喜幸            |
| 3月8日         | 23 | 45      | 命のペンダント                  | 松元力           | 勝田累              |
| 3月8日         | 23 | 46      | ハゼドン空をとぶ                | 九十英夫         | 相模勲              |
| 3月15日        | 24 | 47      | ハゼドンの横笛剣法              | 九十英夫         | 秦泉寺博            |
| 3月15日        | 24 | 48      | 流れ星を追え!                   | 松元力           | 三池次郎            |
| 3月22日        | 25 | 49      | ハゼドンは名医さん              | 秋山正           | 沢村研二郎          |
| 3月22日        | 25 | 50      | ハゼドンは旅役者                | 田原伸二         | 樋口雅一            |
| 3月29日        | 26 | 51 - 52 | レッツ・ゴー ハゼドン（前後編） | 松元力           | 棚橋一徳 沢村研二郎 |

## 放送局
- フジテレビ（制作局）：木曜 19:00 - 19:30
- 北海道文化放送：木曜 19:00 - 19:30[2]
- テレビ岩手：火曜 18:00 - 18:30[3]
- 秋田テレビ：木曜 19:00 - 19:30[4]
- 山形テレビ（時差ネット・10月12日開始）：木曜 19:00 - 19:30[5]
- 仙台放送：木曜 19:00 - 19:30[4]
- 福島中央テレビ（1982年に15分枠で放送）：土曜 8:00 - 8:15（1982年4月 - 9月）→ 月曜 - 金曜 17:30 - 17:45（1983年1月 - 2月）[6]
- テレビ山梨（1980年に15分枠で放送）：月曜 - 金曜 16:35 - 16:50[7]
- 長野放送：木曜 19:00 - 19:30[8]
- テレビ静岡：木曜 19:00 - 19:30[9]
- 富山テレビ：木曜 19:00 - 19:30[10]
- 石川テレビ：木曜 19:00 - 19:30[10]
- 福井テレビ：木曜 19:00 - 19:30[10]
- 東海テレビ：木曜 19:00 - 19:30[11]
- 関西テレビ：木曜 19:00 - 19:30
- 山陰中央テレビ：木曜 19:00 - 19:30[12]
- 岡山放送：金曜 18:00 - 18:30[13]
- 広島テレビ：木曜 19:00 - 19:30[13]
- テレビ山口：金曜 18:00 - 18:30[14]
- テレビ愛媛：月曜 18:00 - 18:30[15]
- テレビ高知：月曜 17:15 - 17:45[16]
- テレビ西日本：木曜 19:00 - 19:30[17]
- テレビ長崎：木曜 19:00 - 19:30[17]
- 沖縄テレビ：木曜 19:00 - 19:30[18]

## 補足
本番組は、万創を始めとする複数社提供だったが、番組終了後のヒッチハイクは、牛乳石鹸共進社が担当した。牛乳石鹸共進社は、次番組『ロボット刑事』のヒッチハイクも担当している。
スタッフには、創映社と同じく虫プロダクションから独立したマッドハウスの出崎統や丸山正雄らが参加している。しかし、出崎は作風が自身に合わないとして1クールで降板した。

## 漫画版
『テレビマガジン』（講談社）にはアニメの放送前から板井れんたろう作画で連載されていた。
『たのしい幼稚園』（講談社）1972年11月号から1973年4月号にかけて、同じく板井れんたろう作画で連載された。また『おともだち』（同）1972年11月号から1973年4月号にかけて記事が掲載されていた他、『○年の科学』（学習研究社）にはハゼドンたちの人形を用いたジオラマ写真による絵物語が掲載されていた。

## ビデオソフト
1990年代にVAPから「ファースト・ファイナルシリーズ」として第1回と最終回を収録したVHSソフトが発売された。